# جویس تیلور-پاپادیمیتریو
جویس تیلور-پاپادیمیتریو (انگلیسی: Joyce Taylor-Papadimitriou؛ زادهٔ ۱۹۳۲) دانشمند بریتانیایی در زمینه زیست‌شناسی مولکولی و ژنتیک است. وی فلوی ارشد و استاد مدعوی کینگز کالج لندن است که در زمینه پژوهش‌های یاخته‌ای، ژنتیکی و پروتئومیکس سرطان پستان تخصص و فعالیت دارد و عضوی از «گروه زیست‌شناسی سرطان پستان» است. وی نخستین کسی است که کشف کرد ساخت پروتئین‌های اثرگذار جهت عملکرد طبیعی اینترفرون نوع ۱ ضروری است. وی همچنین کاشف موسین نوع کوتاه اس ۱ است.
او دانش‌آموختهٔ رشتهٔ بیوشیمی در دانشگاه کمبریج است و چندی بعد پی‌اچ‌دی خود را زیر نظر لوئیس سیمینووچ از دانشگاه تورنتو دریافت کرد. وی از سال ۲۰۰۱ عضو «آکادمی علوم پزشکی بریتانیا» است.